# Elektrokonvulsionstherapie

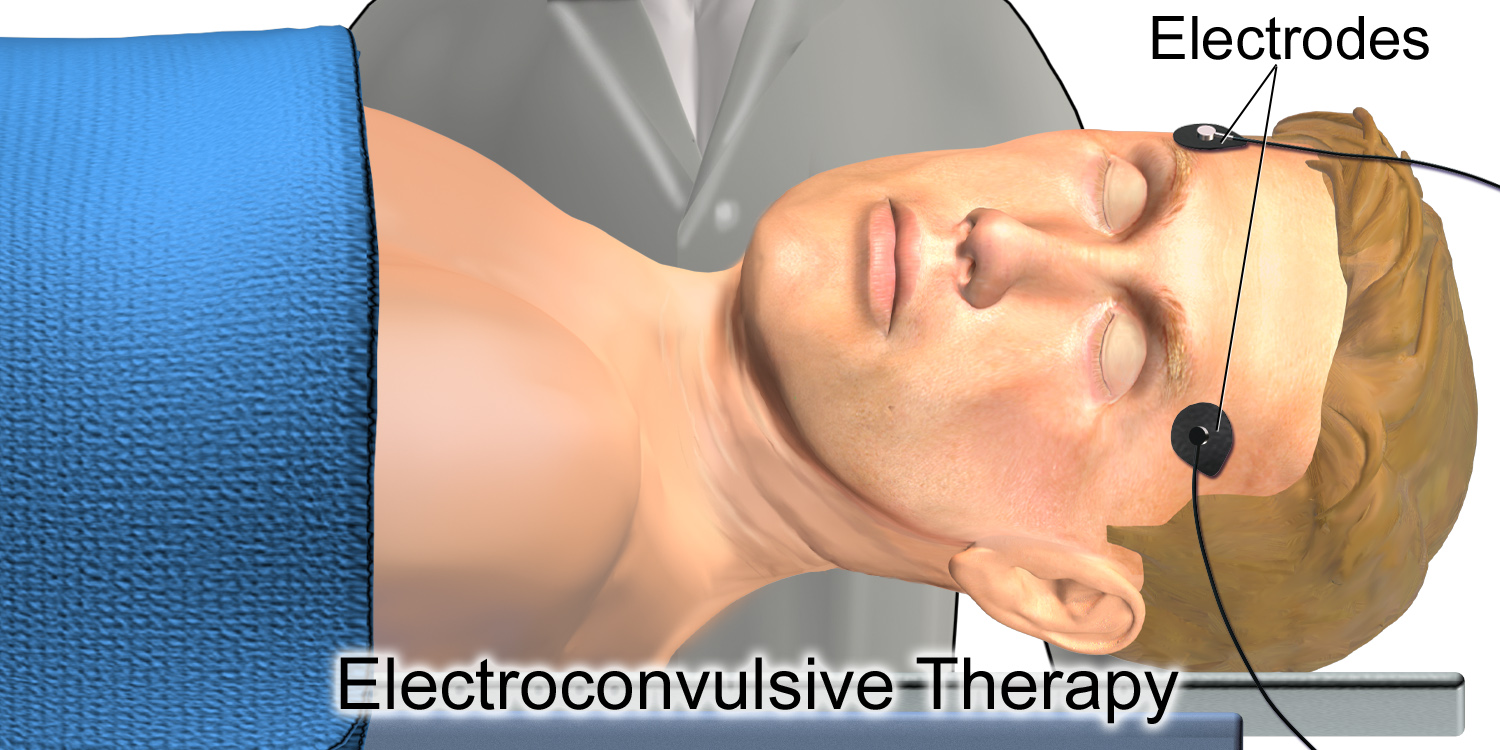
Bildliche Darstellung der EKT

Die Elektrokonvulsionstherapie (von „Konvulsion“, „tonisch-klonischer Krampf, (Schüttel-)Krampf“, von lateinisch convellere „erschüttern“) oder Elektrokrampftherapie, kurz EKT (für beide), früher auch Elektroschockbehandlung genannt, dient der Behandlung therapieresistenter und schwerer depressiver Störungen. Mit wenige Sekunden andauernden Stromimpulsen unter Narkose mit Muskelrelaxation wird eine kurzzeitige neuronale Übererregung im Gehirn ausgelöst, die für den Patienten nicht spürbar ist. Die konvulsive Wirkung, die direkt während der etwa 30 Sekunden dauernden Behandlung auftritt, ist in der Regel nur messtechnisch (elektroenzephalografisch (EEG)) zu beobachten. Daneben kann sie auch durch Abbinden eines Arms, wodurch das Muskelrelaxans nicht über die Blutbahn in Arm und Hand gelangt, und Beobachten von Muskelkrämpfen der Hand registriert werden. Während der Narkose wird der Patient anästhesiologisch überwacht und mit Sauerstoff beatmet. Üblich sind 8 bis 12 Behandlungen mit einem jeweiligen Abstand von zwei bis drei Tagen.

## Anwendungsbereich
Die EKT (Elektrokonvulsionstherapie) wird hauptsächlich bei schwerer Depression eingesetzt, insbesondere wenn diese nicht anders oder nur mit hohem Risiko behandelbar ist. Dies gilt auch für schwere wahnhafte Depressionen. Weiterhin findet sie Anwendung bei akut lebensbedrohlicher Katatonie sowie bei Schizophrenie, die anders nicht oder nur unter hohem Risiko behandelbar ist. Schwere manische Episoden stellen ein weiteres Einsatzgebiet dar. Ein Einsatz ist laut Stellungnahme des Wissenschaftlichen Beirats der Bundesärztekammer erst nach sorgfältiger Überprüfung mehrerer Kriterien angezeigt. Entscheidend für eine entsprechende Beurteilung sind „die Diagnose, die Schwere der Symptome, die Behandlungsvorgeschichte sowie die Abwägung zwischen Nutzen und Risiken unter Berücksichtigung anderer Behandlungsoptionen“. Nach einer möglichen Feststellung, dass eine EKT angebracht wäre (Indikation), sei der Wunsch des Patienten zu berücksichtigen.
Bei vielen Patienten sind spezielle wiederholte Behandlungen nötig, um eine dauerhafte Besserung zu erzielen. Die optimalen Bedingungen dieser Nachbehandlungen werden trotz der Erfolge weiterhin diskutiert und sind Gegenstand spezieller Forschungen.
Die Kombination von EKT und Medikation ist noch Gegenstand der Forschung. Es zeichnete sich jedoch bereits 2010 ab, dass im Falle von Schizophrenie bei Patienten, wo Medikation allein erfolglos ist, die Kombination mit EKT nützlich sei, sofern mögliche zusätzliche unerwünschte Nebenwirkungen nicht dagegen sprächen.

## Wirksamkeit
Die Wirksamkeit der EKT ist unter Experten weitgehend unumstritten und durch eine Anzahl von Studien belegt. Wissenschaftliche Untersuchungen zeigen, dass die EKT bei mehr als der Hälfte der Patienten, die auf Medikamente nicht oder nur unzureichend ansprechen, einen antidepressiven Effekt erzielt. Bei Patienten, die zusätzlich unter Wahnvorstellungen leiden, liegt die Wirksamkeit sogar bei über 90 Prozent. Eine Metaanalyse von 2010 zeigte 15 Tage nach der EKT eine Verbesserung kognitiver Leistungen, einschließlich der Gedächtnisleistungen.
In der Leitlinie Unipolare Depression von 2017 von der Deutschen Gesellschaft für Psychiatrie und Psychotherapie, Psychosomatik und Nervenheilkunde (DGPPN) erfolgte hierzu folgende Einschätzung:

„Die elektrokonvulsive Therapie (EKT) ist als wirksame Behandlung therapieresistenter und schwerer depressiver Störungen anerkannt. Der Wirkeintritt erfolgt in der Regel rasch. Der Anwendungsbereich der EKT beinhaltet zu etwa 80% die therapieresistente Depression. Wenn zwei lege artis (nach fachlichen Regeln) durchgeführte Behandlungen mit Antidepressiva unterschiedlicher Wirkstoffklassen zu keiner Besserung geführt haben, ist eine Behandlung mit EKT indiziert (angezeigt).“

Die Bundesärztekammer schreibt in ihrer „Stellungnahme zur Elektrokrampftherapie (EKT) als psychiatrische Behandlungsmaßnahme“ aus dem Jahr 2003: „Ein Verzicht auf die EKT würde eine ethisch nicht vertretbare Einschränkung des Rechtes von häufig suizidal gefährdeten, schwerstkranken Patienten auf bestmögliche Behandlung bedeuten, zumal die EKT von den Patienten retrospektiv gut bis sehr gut beurteilt wird.“

## Kritik
Nach Einschätzungen von John Read gebe es Studienergebnisse zu nur kurz andauernden Therapieeffekten, zu unerwünschten Nebenwirkungen, sowie zu dem besonderen Aufwand der Methode. Drei Metastudien von Read et al. aus den Jahren 2010, 2017 und 2019 attestierten der Elektrokonvulsionstherapie in Abwägung der Vor- und Nachteile keinen positiven Nutzen. Die Studie aus 2017 wurde in einem Artikel als mangelhaft („inherent biases and major methodological shortcomings“) und unwissenschaftlich („cherry picking“) kritisiert.
Das Journal Of Affective Disorders veröffentlichte 2023 eine Warnung vor EKT bei Jugendlichen auf Grund vieler Fälle mit kognitiver Beeinträchtigung. Im gleichen Jahr empfahl die WHO ein gesetzliches Verbot von EKT bei Kindern.

## Wirkungsmechanismus

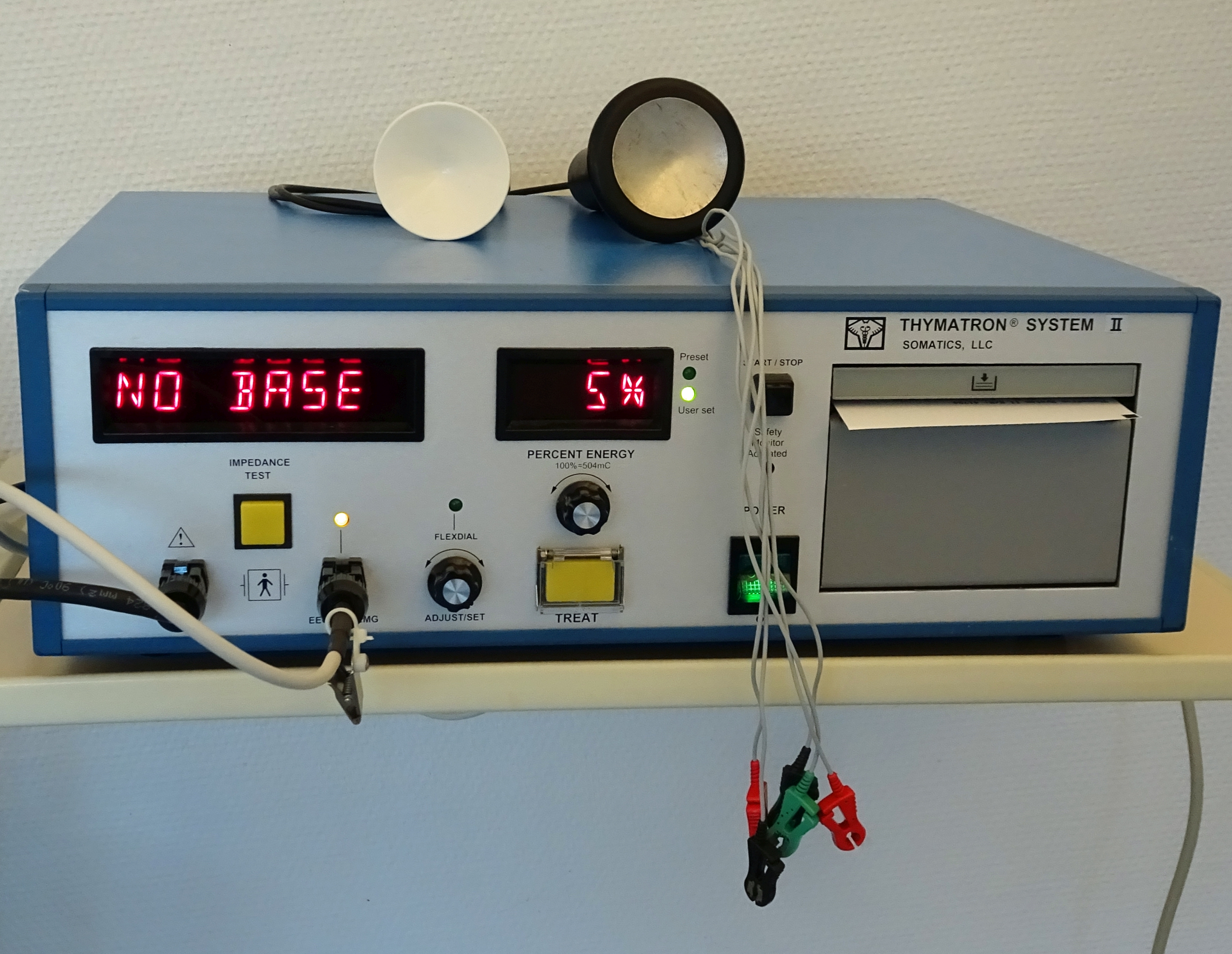
Thymatron II (Somatics) EKT-Gerät

Bei psychischen Erkrankungen sind Besserungen nach spontanen epileptischen Anfällen seit vielen Jahrhunderten beobachtet worden. Seit den 1930er Jahren konnte detailliert unter kontrollierten Bedingungen nachgewiesen werden, dass Krampfanfälle von einer erhöhten Ausschüttung von Neurotransmittern und Neurohormonen begleitet sind. Die beobachteten Effekte waren ähnlich wie bei antidepressiven Substanzen. So werden neuroendokrinologische Störungen normalisiert, und die gestörte Signalübertragung insbesondere der monoaminergen Neurotransmitter Serotonin, Dopamin und Noradrenalin wird wiederhergestellt.
Seit Beginn des 21. Jahrhunderts hat sich die Forschung auf die sogenannte neurotrophe Hypothese konzentriert, der zufolge bei schweren psychischen Erkrankungen die neuronalen Netzwerke des Gehirns in ihrer Struktur und Funktion beeinträchtigt sind. Zur Behandlung dieser Störungen könnten demnach regenerative Prozesse des Nervengewebes einen Beitrag leisten. Ob die EKT dazu in der Lage ist, ist Gegenstand der Forschung.
Im Januar 2018 wies das Verzeichnis der U.S. National Library of Medicine (PubMed) zur Suchanfrage electroconvulsive therapy mechanism 354 Studien aus. In einem Übersichtsartikel von 2017 wurden die neuesten Erkenntnisse zu den Wirkungsmechanismen zusammengefasst.

## Unerwünschte Wirkungen
Häufigste unerwünschte Wirkung der EKT sind Gedächtnisstörungen, die die Zeitspanne vor und nach der EKT-Anwendung betreffen (retrograde und anterograde Gedächtnisstörung). Eine höher dosierte einseitige (unilaterale) Anwendung der EKT hat kognitive Vorteile im Vergleich zu gemäßigt dosierter beidseitiger (bilateraler) Anwendung, ohne dass dadurch die antidepressive Wirksamkeit geringer ist. Auch bei mehrfacher Anwendung der EKT in einem kurzen Zeitraum (hochfrequente EKT) kommt es häufiger zu Gedächtnisstörungen. Da durch eine hochfrequente EKT kein schnellerer Wirkungseintritt erreicht werden kann, wird diese aufgrund der gleichzeitig erhöhten Nebenwirkungsrate nicht empfohlen. Weitere Faktoren, die das Ausmaß der Gedächtnisstörungen beeinflussen, sind Platzierungsorte der Elektroden, Alter und sozioökonomischer Status des Patienten sowie zusätzlich bestehende neurologische Erkrankungen. In der Regel bilden sich die Gedächtnisstörungen nach einigen Stunden bis Tagen spontan wieder zurück. Retrograde Amnesien, wie z. B. Störungen der biografischen Erinnerung, können länger bestehen. Faktoren und Bedingungen von neurokognitiven Nebeneffekten generell wurden in einer Übersichtsarbeit von 2014 systematisch zusammengestellt.
Die langfristigen Folgen für das Gedächtnis durch eine EKT-Behandlung sind aus methodischen Gründen schwer abzuschätzen, z. B. weil die mit EKT zu behandelnden psychischen Störungen selbst zu Gedächtnisstörungen führen können, oder, weil ein Verlust von Langzeitgedächtnisinhalten prinzipiell schwer überprüfbar ist. Organische Hirnschädigungen sind bisher nicht beschrieben worden.
Als kurzzeitige Nebenwirkungen können Kopfschmerzen, Übelkeit, Muskelschmerz und Verwirrtheit auftreten. Sie sind selbstbegrenzend und werden symptomatisch behandelt. Zu den ernsten aber seltenen Nebenwirkungen zählen Kreislauf-, Lungen- und Hirngefäßstörungen. Diese Risiken lassen sich durch entsprechende Voruntersuchungen und gezielte Beobachtungen vermindern.

## Gegenanzeigen
Während der EKT kann es zu vorübergehender Erhöhung von Herzfrequenz und Blutdruck kommen. Die EKT darf daher nicht durchgeführt werden, wenn bei dem Patienten ein vor weniger als drei Monaten überstandener Herz- oder Hirninfarkt, eine Gefäßaussackung an der Hauptschlagader (Aortenaneurysma) sowie ein erhöhter Hirndruck oder ein akuter Glaukomanfall vorliegen. Auch schwerste Einschränkungen der Herz- oder Lungenfunktion stellen eine solche absolute Kontraindikation dar.
Bei Vorliegen einer koronaren Herzerkrankung, eines ausgeprägten Bluthochdrucks, eines Schlaganfalls in der Vorgeschichte oder Erkrankungen der Lungen müssen die Risiken des Verfahrens gegen die Risiken einer unterlassenen Therapie aufgewogen werden (relative Kontraindikationen). Gleiches gilt für zerebrale Aneurysmen oder Gefäßneubildungen im Gehirn (zerebrale Angiome).
Eine Schwangerschaft, höheres Alter oder das Vorhandensein eines Herzschrittmachers sind keine Gegenanzeigen zur Durchführung der EKT.

## Geschichte
Die EKT ist eine Weiterentwicklung der Behandlung psychischer Erkrankungen mittels medikamentöser Auslösung von Krampfanfällen. Sowohl die pharmakologische als auch die elektrische Krampftherapie wurden in den 1930er Jahren entwickelt und stellten die ersten wirksamen Therapiemaßnahmen in der Behandlung schizophrener und depressiver Patienten dar. Gelegentlich wurden Insulinschocktherapie und (elektrische) Krampftherapie im Rahmen eines „Kombinationsschockes“ miteinander verbunden.
Die EKT verdrängte schnell die pharmakologische Krampftherapie, da diese mit erheblichen unerwünschten Wirkungen der hierzu verwendeten Medikamente (zunächst Kampfer, später Pentetrazol) verbunden war.
Der ungarische Arzt Ladislas J. Meduna (1896–1964) hatte aufgrund klinischer Beobachtungen an Patienten und neuropathologischer Befunde in den 1920er Jahren eine gegensinnige Wirkungsweise (Antagonismus) zwischen Schizophrenie und Epilepsie angenommen. Ausgehend von dieser Theorie führte Meduna ab November 1933 Tierversuche mit Kampfer durch. Von Kampfer, einem Stoff aus der Naturheilkunde, war schon seit längerem bekannt, dass seine Verabreichung zu epileptischen Anfällen führen konnte. Am 23. Januar 1934 führte Meduna erstmals eine Kampferinjektion bei einem schizophrenen Patienten durch, dessen Zustand sich nach dem medikamentös ausgelösten epileptischen Anfall schlagartig besserte. Da die Verabreichung von Kampfer mit teilweise qualvollen Angstzuständen, Übelkeit und Muskelschmerzen an den Injektionsstellen einherging und ein epileptischer Anfall nicht immer sicher ausgelöst werden konnte, begann Meduna, statt Kampfer das synthetisch hergestellte Cardiazol zu verwenden, welches besser steuerbar war. Bis 1936 führte Meduna bei 110 Patienten eine pharmakologische Krampftherapie mit Cardiazol aus. Bei der Hälfte der Patienten kam es zu einer Besserung (Remission). Vorwiegend Patienten, bei denen die psychische Störung erst kurz zuvor aufgetreten war, profitierten von der Therapie. Auch bei der Verwendung von Cardiazol konnte es jedoch wie bei der Anwendung von Kampfer zu erheblichen unerwünschten Wirkungen kommen. Viele psychiatrische Kliniken in Europa und Amerika übernahmen in den folgenden Jahren die pharmakologische Krampftherapie, bis diese von der EKT abgelöst wurde.

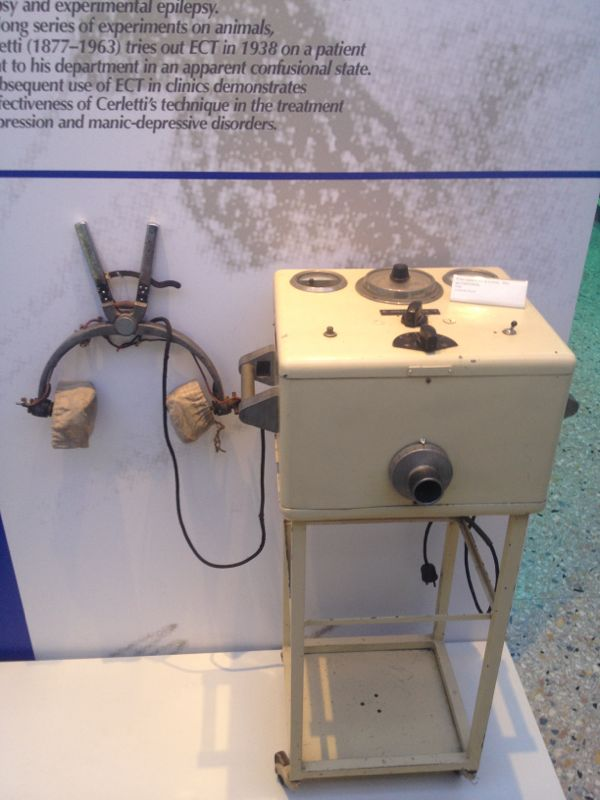
Cerlettis und Binis Apparat zur Verabreichung von Elektroschocks

Der italienische Neurologe und Psychiater Ugo Cerletti (1877–1963), der seit Beginn der 1930er Jahre tierexperimentell die Folgen elektrisch ausgelöster epileptischer Anfälle auf das Gehirn untersuchte, widmete sich unter dem Eindruck der Erfolge Medunas der Frage, ob auch beim Menschen epileptische Anfälle gefahrlos elektrisch eingeleitet werden konnten. Cerletti und seine Assistenzärzte Lucio Bini, Ferdinando Accornero und Lamberto Longhi führten zunächst systematische tierexperimentelle Untersuchungen an Hunden und Schweinen durch. Diese sollten klären, an welchen Stellen die Elektroden am besten anzubringen wären und wie groß die zu verabreichenden Stromstärken und Spannungen sein sollten, um epileptische Anfälle auszulösen, ohne die Patienten zu gefährden. Im April 1938 wendeten sie die neue Methode erstmals bei einem schizophrenen Patienten an. Nach elf Therapiesitzungen konnte der Patient in gebessertem Zustand entlassen werden. Nach weiterer Anwendung der EKT wurde deutlich, dass mit ihrer Hilfe keine Heilung schizophrener Symptome möglich war. Da dennoch der Zustand vieler Patienten gebessert werden konnte, verbreitete sich die EKT in den folgenden Jahren rasch in den psychiatrischen Kliniken. Maßgeblichen Anteil an der Verbreitung der EKT hatte Lothar Kalinowsky, der bei Cerlettis ersten EKT-Anwendungen anwesend gewesen war, aber als rassisch Verfolgter zunächst nach Paris, anschließend nach England und schließlich in die USA emigrierte.

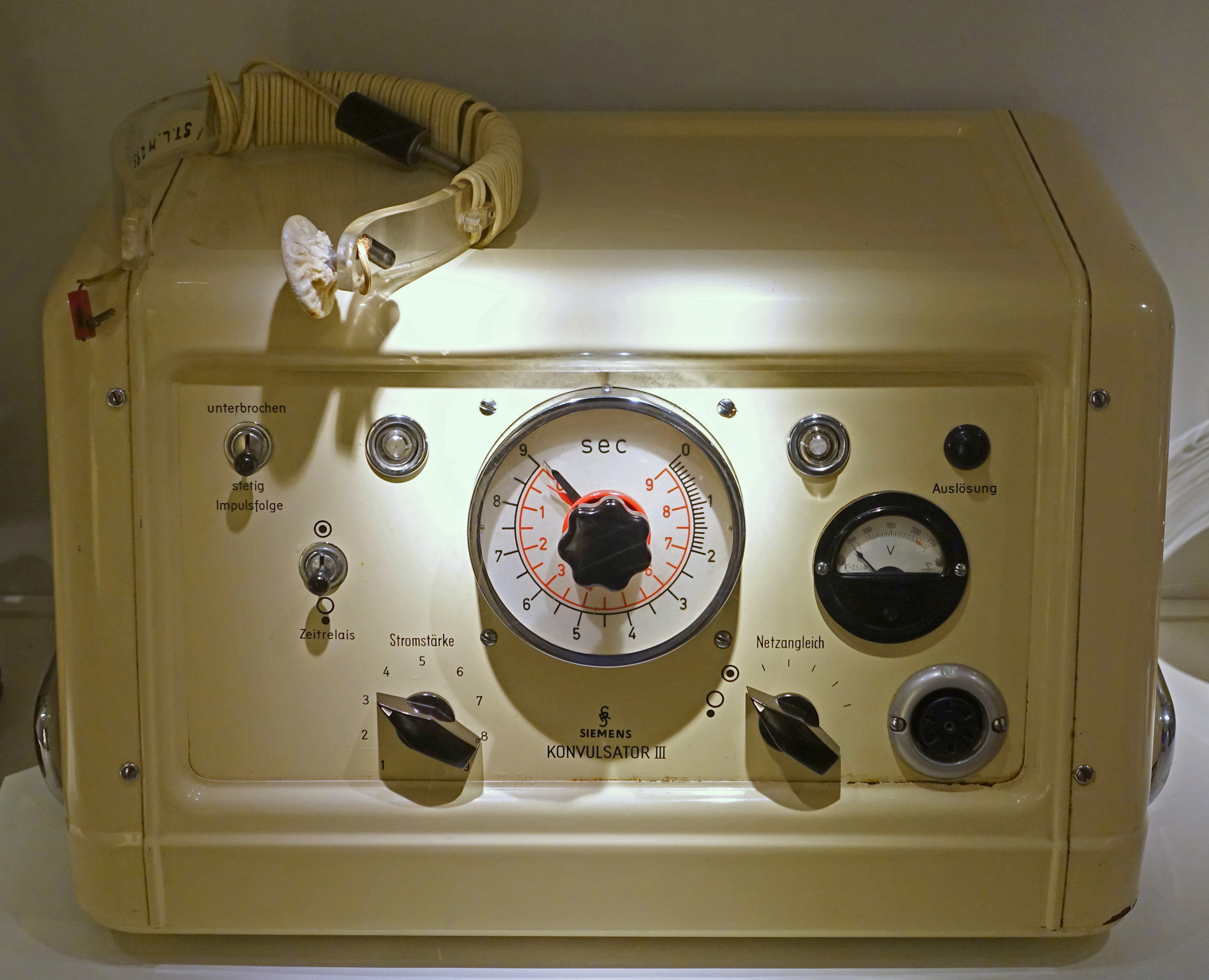
Ein EKT-Instrument der Firma Siemens aus den 1960ern im Tekniska Museet Stockholm, entwickelt von Jan-Otto Ottosson, Professor für Psychiatrie 1963–1991 in Umeå und Göteborg

In Deutschland führte Friedrich Meggendorfer (1880–1953) in seiner Erlanger Klinik am 1. Dezember 1939 die erste EKT durch. Bis Ende Mai 1940 wurden dort 52 Patienten mit insgesamt 790 Einzelanwendungen behandelt. Unter den Kranken befanden sich nicht nur Schizophrene, sondern auch Manisch-Depressive und „Melancholische“. Ab 1942 erfolgte in der Psychiatrie eine generelle Umstellung von der Insulinschocktherapie, die auf Grund kriegsbedingten Insulinmangels am 24. Januar 1942 verboten wurde, auf die EKT. Meggendorfer selbst glaubte das Verfahren 1942 noch weit davon entfernt, die ideale Therapie für Schizophrenie zu sein, aber gerade in Verbindung mit der Insulinkur sei es das erfolgversprechendste und für den Kranken trotz der als Komplikationen auftretenden Frakturen subjektiv wie objektiv das schonendste.
Im Laufe der Jahrzehnte wurden kontinuierlich technische Verbesserungen, strenge Sicherheitsbestimmungen, qualitätssichernde Maßnahmen und juristische Rahmenbedingungen eingeführt. Medizinische Fachgesellschaften verschiedener Länder haben ihre positive Haltung zur EKT in Stellungnahmen dokumentiert.

## Aktuelle Situation in Deutschland

### Anwendung
Bei der heute in Deutschland ausschließlich angewendeten sogenannten „modifizierten EKT“ erfolgt die Behandlung unter Narkose und Muskelrelaxation und mit einer Stromstärke von etwa 0,9 A bei bis zu 480 V. Zu einem motorischen Krampfgeschehen kommt es dabei abgesehen von Muskelzuckungen eines zur Krampfbeobachtung von Relaxantien freigehaltenen Unterarms nicht mehr. Der Vorgang wird mithilfe einer EEG-Ableitung beobachtet und dokumentiert. Durch Veränderung der Reizparameter (unipolare Rechteckimpulse statt sinusförmigen Wechselstroms) werden darüber hinaus die kognitiven Nebenwirkungen der EKT deutlich seltener beklagt, jedoch nicht ganz vermieden.
Eine Untersuchung aus dem Jahr 2008 ergab, dass an 183 von 423 psychiatrischen Kliniken in Deutschland EKT-Behandlungen durchgeführt werden. Jährlich werden in Deutschland ungefähr 30.000 EKT-Behandlungen an 2.800 bis 4.000 Menschen durchgeführt, was etwa 0,4 ‰ aller an Depressionen Erkrankten und 1 % der deshalb stationär Behandelten entspricht. Hinsichtlich der Akzeptanz der EKT ergab eine repräsentative Untersuchung aus dem Jahr 2013, dass die Therapiemethode in der deutschen Bevölkerung weitgehend negativ konnotiert ist und einen geringen Bekanntheitsgrad aufweist. Gleichzeitig konnte festgestellt werden, dass ein erhöhtes Wissen über die EKT mit einer gesteigerten Zustimmung über die Methode einhergeht.
2012 empfahlen die zuständigen Fachgesellschaften in Deutschland, Österreich, der Schweiz und Südtirol in einer gemeinsamen Stellungnahme den „rechtzeitigen und adäquaten Einsatz der EKT“. In anderen industrialisierten Ländern wie Australien, Dänemark, Großbritannien und den USA werde sie erheblich häufiger angewendet als in den deutschsprachigen Ländern.

### Rechtslage
Bei nicht einwilligungsfähigen Patienten ohne rechtswirksame Patientenverfügung kann bei dringendem Bedarf (Indikation) eine EKT-Behandlung erfolgen, wenn durch das Betreuungsgericht (früher: Vormundschaftsgericht) ein Betreuer bestellt wird und dieser in die Behandlung einwilligt.
Ob in bestimmten Fällen eine gesonderte Zustimmung des Betreuungsgerichts vor Anwendung einer EKT erforderlich ist, wurde in der Rechtsprechung bislang (Stand 2014) unterschiedlich beurteilt. Wenn Arzt und Betreuer sich einig sind, ist auf jeden Fall keine Zustimmung des Betreuungsgerichts erforderlich. Im Falle von Uneinigkeit hat sowohl der Arzt als auch der Betreuer die Möglichkeit, eine Beschwerde beim Betreuungsgericht einzureichen.
Ist eine Behandlung gegen den „natürlichen Willen des Betreuten (ärztliche Zwangsmaßnahme)“ vorgesehen, so kann der Betreuer nur dann einwilligen, wenn er für diesen konkreten Fall eine Genehmigung des Betreuungsgerichts erhalten hat. Im Jahr 2020 beurteilte der BGH die Einwilligung eines Betreuers in die zwangsweise Durchführung einer EKT bei Schizophrenie jedoch als „im Regelfall nicht genehmigungsfähig“, da bei dieser Diagnose ein breiter medizinischer Konsens dazu fehle.
Eine Verweigerung einer EKT-Behandlung für mögliche zukünftige Behandlungssituationen ist durch eine Patientenverfügung gemäß § 1901a BGB grundsätzlich möglich. Dazu ist es jedoch erforderlich, dass die Verfügung im Zustand der Urteilsfähigkeit erfolgt ist und die mögliche Behandlungssituation ausreichend konkret beschreibt. Die Überprüfung, ob beide Bedingungen erfüllt sind, ist gerade im Falle von psychischen Erkrankungen von großer Bedeutung.

### Leitlinien
- National Institute for Health and Care Excellence (NICE): Guidance on the use of electroconvulsive therapy. 2003, aktualisiert 2009, nach Durchsicht der Literatur bis 2014 keine Änderung, (PDF)
- Canadian Psychiatric Association: Electroconvulsive Therapy: position paper. 2009. (PDF)
- American Psychiatric Association: The Practice of Electroconvulsive Therapy. Recommendations for Treatment, Training, and Privileging (A Task Force Report of the American Psychiatric Association). American Psychiatric Pub, Washington DC 2001, ISBN 1-58562-787-9.
- DGPPN, BÄK, Kassenärztliche Bundesvereinigung (KBV), AWMF: S3-Leitlinie: Nationale VersorgungsLeitlinie Unipolare Depression. 2015, S. 120–123. (PDF)
- DGPPN: Stellungnahme EKT 2022[54]
- M. Grözinger, A. Conca, J. DiPauli u. a.: Elektrokonvulsionstherapie: Psychiatrische Fachgesellschaften aus vier Ländern empfehlen einen rechtzeitigen und adäquaten Einsatz. In: Nervenarzt. 83, 2012, S. 919–921. PDF

### Wissenschaft
- Thomas C. Baghai, Richard Frey, Siegfried Kasper (Hrsg.): Elektrokonvulsionstherapie. Klinische und wissenschaftliche Aspekte. Springer, Wien 2003, ISBN 3-211-83879-1.
- Here W. Folkerts: Elektrokrampftherapie. Ein praktischer Leitfaden für die Klinik. Thieme, Stuttgart 1999, ISBN 3-432-27831-4.
- Neera Ghaziuddin, Garry Walter (Hrsg.): Electroconvulsive Therapy in Children and Adolescents. Oxford University Press, 2013, ISBN 978-0-19-993789-9.
- Ursula Köberle, Tom Bschor: Der Stellenwert der Elektrokrampftherapie – heute. In: Arzneiverordnung in der Praxis. Band 37, Ausgabe 4, Juli 2010, S. 77–79. (online)
- S. H. Lisanby: Electroconvulsive therapy for depression. In: The New England Journal of Medicine. Band 357, Nummer 19, November 2007, S. 1939–1945, doi:10.1056/NEJMct075234. PMID 17989386. (Review).
- Mehul V. Mankad, John L. Beyer, Richard D. Weiner, Andrew Krystal: Clinical Manual of Electroconvulsive Therapy. American Psychiatric Pub, Washington DC 2010, ISBN 978-1-58562-898-8.
- Jan-Otto Ottosson, Max Fink: Ethics in Electroconvulsive Therapy. Routledge, New York 2004, ISBN 1-135-94004-5.

### Ratgeber
- Michael Grözinger, Andreas Conca, Thomas Nickl-Jockschat, Jan Di Pauli: Elektrokonvulsionstherapie kompakt. Für Zuweiser und Anwender. Springer-Verlag, Berlin 2013, ISBN 978-3-642-25629-5.
- Deutsche Gesellschaft für Psychiatrie und Psychotherapie, Psychosomatik und Nervenheilkunde (DGPPN): Elektrokonvulsionstherapie (EKT) in 24 Fragen: Ein DGPPN-Ratgeber für Patienten und Angehörige. laufend aktualisiert. (PDF).

### Geschichte
- Jonathan Sadowsky: Electroconvulsive Therapy in America. The Anatomy of a Medical Controversy. (= Routledge Studies in Cultural History. 49). Routledge, New York 2016, ISBN 978-1-315-52283-8.
- Edward Shorter, David Healy: Shock Therapy: The History of Electroconvulsive Treatment in Mental Illness. Rutgers University Press, 2007, ISBN 978-0-8135-4169-3.
- Max Gawlich: Eine Maschine, die wirkt. Die Elektrokrampftherapie und ihr Apparat, 1938–1950. Ferdinand Schöningh, Paderborn 2018, ISBN 978-3-506-78736-1.

### Medizinische Einrichtungen
- Wissenschaftlicher Beirat der Bundesärztekammer: Stellungnahme zur Elektrokrampftherapie (EKT) als psychiatrische Behandlungsmaßnahme. (PDF, 2003).
- Informationen zur Elektrokonvulsionstherapie der Klinik für Psychiatrie und Psychotherapie der LMU München
- Elektrokonvulsionstherapie (EKT), Universitätsmedizin der Johannes Gutenberg-Universität Mainz.
- Elektrokonvulsionstherapie (EKT), Klinik für Psychiatrie und Psychotherapie der Universitätsmedizin Göttingen.
- Elektrokonvulsionstherapie (EKT): Spezialambulanz für Elektrokonvulsionstherapie, Zentrum für Neurologie und Psychiatrie Uniklinik Köln.

### Medienberichte
Deutschsprachige
- Stefan Werding: Interview zur Elektrokrampftherapie: Entwicklungen in der Behandlung depressiver Patienten. In: Westfälische Nachrichten. Interview mit Professor Volker Arolt, Direktor der Klinik für Psychiatrie und Psychotherapie des Universitätsklinikums Münster, 4. März 2017.
- Here Folkerts: Chat-Protokoll zum Thema Depression. In: NDR Visite. 31. Januar 2017.
- René Ammann: Depressionen: Heilsamer (Elektro-)Schock. In: Der Schweizerische Beobachter. 15. Januar 2016.
- Stefanie Liedtke: Elektro-Krampf-Therapie: Stromschläge wider die Traurigkeit. In: Frankfurter Neue Presse. 19. Februar 2015.
- Maike Freund: Wenn das Leben verschattet. In: General-Anzeiger (Bonn). 1. Oktober 2010.
- Martin Hampel: Depression: Kein Flug mehr übers Kuckucksnest. In: Frankfurter Rundschau. 1. November 2008.
- Bas Kast: Elektro-Therapie: Mit der Welle aus dem Tal. In: Der Tagesspiegel. 12. August 2007.

Englischsprachige
- George Kirov: Electroconvulsive therapy does work – and it can be miraculous In: The Independent. 24. April 2017.
- Kara Vuong: Electroconvulsive Therapy: Addressing the Stigma In: MedPage Today. 8. Dezember 2016.
- Kate G. Farber, Charles H. Kellner: Don’t call electroconvulsive therapy ‘shock therapy’ In: STAT. (health-oriented news website), 20. Mai 2016.
- Scott O. Lilienfeld, Hal Arkowitz: The Truth about Shock Therapy: Electroconvulsive therapy is a reasonably safe solution for some severe mental illnesses In: Scientific American. 1. Mai 2014.

### Videos
- NDR: Elektrokrampftherapie: Strom gegen Depression, Visite, 31. Januar 2017, Autorin: Sigrun Damas, 5.42 Min.
- NDR: Interview mit dem Neurologen und Psychiater Prof. Here Folkerts zum Thema „Depressionen mit Strom behandeln“, 31. Januar 2017, 4.22 Min.